# Cyatholipus avus
Cyatholipus avus är en spindelart som beskrevs av Griswold 1987. Cyatholipus avus ingår i släktet Cyatholipus och familjen Cyatholipidae. Inga underarter finns listade i Catalogue of Life.